# Henri Ardant
Pour les articles homonymes, voir Ardant.
Henri Ardant, né Camille Henri Marie Ardant le 14 mars 1892 dans le 6e arrondissement de Paris et mort le 28 avril 1959 dans le 7e arrondissement de cette même ville, est un banquier français.

## Biographie

### Jeunesse et études
Il est apparenté au théoricien militaire Charles Ardant du Picq  et à la comédienne Fanny Ardant. Il épouse Marcelle Harmel (1893-1993), a une fille Jacqueline et deux petits-enfants Florence et Thierry Guionin.

### Parcours professionnel
Henri Ardant est le PDG de la Société générale jusqu'à la Libération. Durant l'entre-deux-guerres, il dispense le cours sur les opérations de banque à l'École libre des sciences politiques, reprenant une partie du cours d'André Liesse. 
Il réalise l’aryanisation de la Compagnie internationale des grands magasins (CIGMA) qui contrôlait le cimentier roumain Cimentul Titan, la Grande Maison de Blanc, les magasins d’alimentation Loiseau-Rousseau et la Société anonyme française de gérance (chaussures Raoul, Dressoir, Pinet, Noël) avec Michel Dassonville et l'avocat Loncle, dont le capital s'élève à 42,5 millions de francs, à l’automne 1942, réparti entre «  actionnaires anciens » (« tous aryens », 17,65 %), « groupe des banques espagnoles » (4,70 %), les « groupes » Société Générale (29,08 %) et Dassonville (48,57 %).
Il a un rôle permanent dans les bureaux de Vichy en vue de l’aryanisation non seulement de la CIGMA, mais aussi des Chaussures André, des Galeries Lafayette ou de la presse. Il organise le prêt à court terme de 250 millions consenti à l’Union générale des israélites de France, avec « remboursement (...) aux 15 février, 15 mars et 15 avril 1942 », assorti de l’exigence de création d’un « fonds de garantie » étatique pour payer 1’« amende d’un milliard infligée aux juifs » par les Allemands à la mi-décembre 1941, dont « le premier terme de 250 millions de francs doit être versée au plus tard le 15 janvier 1942 » à la Reichskreditkasse à Paris.
Il démissionne lors de la nationalisation de la Société générale dans le cadre de l'épuration.
En avril 1958, avec Christian d'Andlau et Henri de La Chesnais, il crée la Confédération nationale du Crédit mutuel.